# Song Te-nam
Song Te-nam (* 5. dubna 1979) je bývalý korejský zápasník–judista, olympijský vítěz z roku 2012.

## Sportovní kariéra
S judem vrcholově začínal na střední škole v Uidžongbu a později pokračoval na univerzitě v Čchongdžu pod vedením Pak Čong-haka. V širším výběru jihokorejské reprezentace se pohyboval od roku 1999 v polostřední váze do 81 kg. V roce 2004 neuspěl při korejské olympijské nominaci na olympijské hry v Athénách na úkor Kwon Jong-ua.
V jihokorejském týmu se začal výrazně prosazovat od roku 2006, ale příchod mladého Kim Če-poma do polostřední váhy ho v olympijském roce 2008 opět postavil do pozice reprezentační dvojky. Na mistrovství světa se objevil poprvé v roce 2010 v Tokiu, když Mezinárodní judistická federace zavedla možnost startu dvou reprezentantů z jedné země v jedné váhové kategorii. V témže roce si v listopadu vážně poranil koleno. K návratu k vrcholovému sportu ho po motivoval trenér Čong Hun, který mu zároveň doporučil přestup do vyšší střední váhy do 90 kg.
V roce 2012 se kvalifikoval na olympijské hry v Londýně. Od úvodního kola olympijského turnaje v zápasech dominoval svojí osobní technikou nízkým seoi-nage, kterou prováděl z pravé i levé strany. Ve čtvrtfinále svedl krásnou bitvu s Japoncem Masaši Nišijamou a v zápase vedl na wazari a juko po chvatech seoi-nage. V závěrečné minutě sice nechal Nišijamu snížit levým o-soto-gari za wazari, ale bodový náskok na juko do konce zápasu udržel. V semifinále s Brazilcem Tiagem Camilem se hned v úvodní minutě ujal technikou seoi-nage vedení na wazari a bodový náskok takticky udržel do konce zápasu. Ve finále proti němu nastoupil typově podobný Kubánec Asley González. Vyrovnané finále dospělo do prodloužení, kde hned v úvodních sekundách zaskočil Kubánce chvatem ko-uči-makikomi(gake) a získal zlatou olympijskou medaili. Vzápětí ukončil sportovní kariéru. Věnuje se trenérské práci.
Je nejstarším vítězem zlaté olympijské medaile v judu. V den zisku zlaté olympijské medaile mu bylo 33 let a 119 dní.

### Vítězství
- 2006 - 1x světový pohár (Vídeň)
- 2009 - 2x světový pohár (Paříž, Ulánbátar)
- 2011 - 2x světový pohár (Ulánbátar, Čedžu)

## Výsledky
| Turnaj            | 2010 | 2011         | 2012         |
| Turnaj            | 31   | 32           | 33           |
| Turnaj            |      | střední váha | střední váha |
| ----------------- | ---- | ------------ | ------------ |
| Olympijské hry    |      |              | 1.           |
| Mistrovství světa | úč.  | úč.          |              |
| Asijské hry       | —    |              |              |
| Mistrovství Asie  |      | —            | —            |

## Podrobnější výsledky

### Olympijské hry
| Rok      | Kategorie    |  | 1/32                             | 1/16                            | čtvrtfinále                     | semifinále                   | finále                         |
| -------- | ------------ |  | -------------------------------- | ------------------------------- | ------------------------------- | ---------------------------- | ------------------------------ |
| LOH 2012 | střední váha |  | výhra - 3:12/son+tsg Juan Romero | výhra - waz/son Elchan Mammadov | výhra - waz/son Masaši Nišijama | výhra - waz/son Tiago Camilo | výhra - waz/kug Asley González |